# 赛葵
赛葵（学名：Malvastrum coromandelianum，英文：False Mallow）为锦葵科赛葵属下的一个种。

## 黃花草（黃花棉）之中醫藥療用價值
黃花草全草可入藥，性味甘、淡，性涼，可清熱解毒、利濕散瘀。